# شتيفان كلوس
شتيفان كلوس (بالألمانية: Stefan Klos)‏ (16 أغسطس 1971 دورتموند ألمانيا - ) هو لاعب كرة قدم ألماني، يلعب كحارس مرمى.

## روابط خارجية
- شتيفان كلوس على موقع الاتحاد الأوربي (الإنجليزية)
- شتيفان كلوس على موقع قاعدة بيانات كرة القدم.إي يو (الإنجليزية)
- شتيفان كلوس على موقع بيانات كرة القدم. دي إي (الألمانية)
- شتيفان كلوس على موقع Soccerbase.com (لاعب) (الإنجليزية)
- شتيفان كلوس على موقع عالم كرة القدم.نت (الإنجليزية)